# Bitexco Financial Tower
Bitexco Financial Tower je mrakodrap v Ho Či Minově Městu ve Vietnamu. Výška je 265,5 metrů a má 68 pater. Stavba byla dokončena v roce 2010 a budova slouží jako kanceláře, obchodní centrum a restaurace. V 49 patře je vyhlídková terasa. Vlastníkem je vietnamská společnost. Celkové náklady na výstavbu byly 220 000 000 amerických dolarů.
Do roku 2011 šlo o nejvyšší budovu ve městě.